# Roger Bouvet
Pour les articles homonymes, voir Bouvet.
 (décembre 2013).
Si vous disposez d'ouvrages ou d'articles de référence ou si vous connaissez des sites web de qualité traitant du thème abordé ici, merci de compléter l'article en donnant les références utiles à sa vérifiabilité et en les liant à la section « Notes et références ».
Roger Bouvet (né le 21 juillet 1898 et mort en 1944 à Neuengamme) est un résistant français.
Professeur agrégé des lettres au lycée du Mans, il devient par la suite adjoint au maire de la ville. Membre de Libération-Nord, il est nommé par le CFLN préfet clandestin de la Sarthe. Il meurt au camp de concentration de Neuengamme en 1944.

## Biographie
Né à Caen le 21 juillet 1898, Roger Bouvet s'engage à 19 ans lors de la Première guerre mondiale et passe plus de trente mois sous les drapeaux. Il termine le conflit comme lieutenant d'artillerie dans l'Armée française d'Orient.  
Il reprend alors ses études interrompues par la guerre, il est reçu en 1922 à l'agrégation de lettres. Il commence sa carrière au lycée de Coutances, puis, en 1924, est nommé au lycée Montesquieu du Mans où pendant dix-huit ans il exerce en qualité de professeur de première.
Proche de la SFIO, il s'investit alors dans la vie publique, devenant conseiller municipal du Mans en 1935 puis, l'année suivante, adjoint au maire, au côté de M. Lebrun d'abord puis d’Henri Lefeuvre.

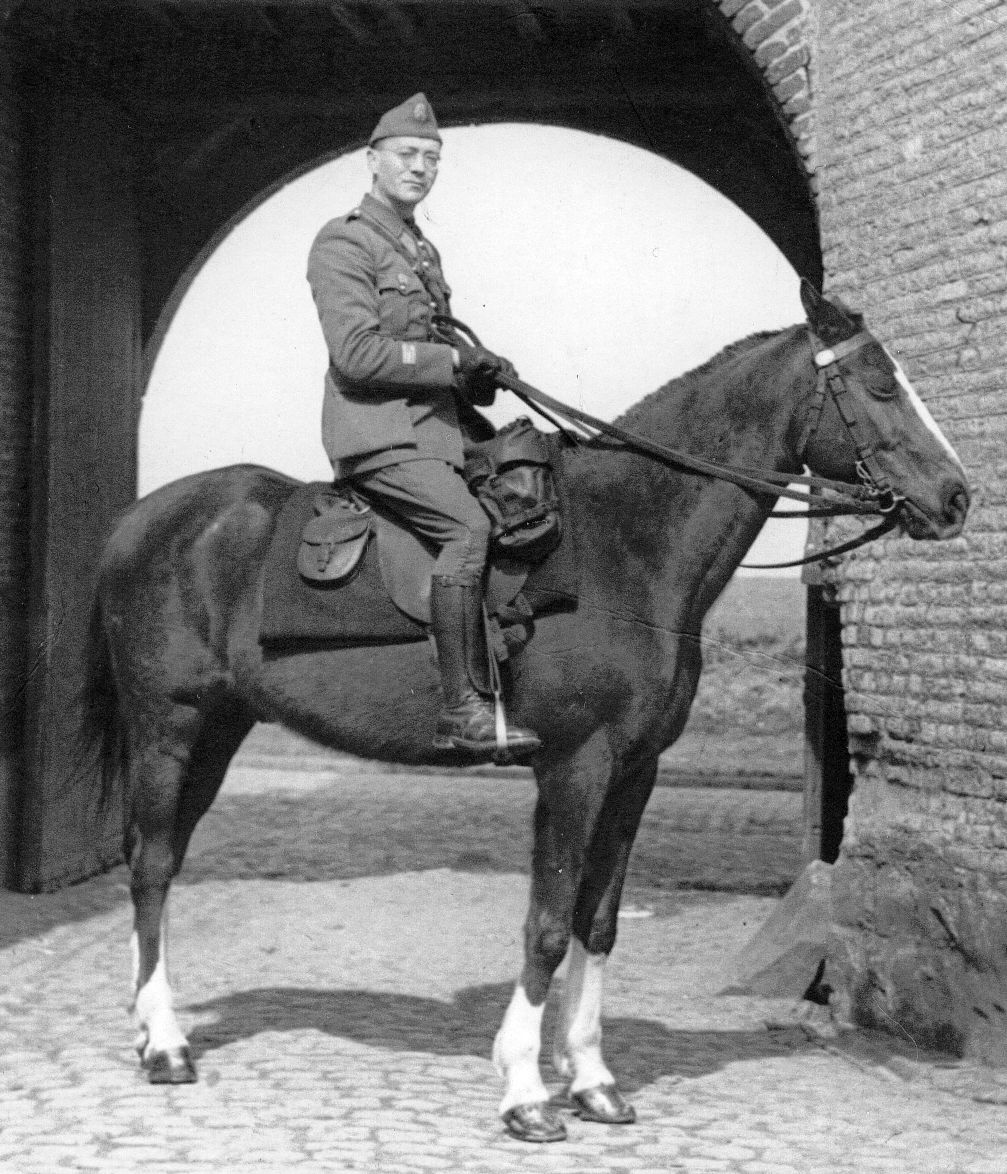
Capitaine Roger Bouvet

En 1939 Roger Bouvet est mobilisé au 106e régiment d'artillerie français formé au Mans. Lors de l'invasion de la France en 1940, il participe à la bataille de Dunkerque et est évacué vers l'Angleterre.
Refusant la défaite, il entre dans la Résistance après 1941,. Déplacé de façon autoritaire sous couvert d'un avancement professionnel à Paris, au lycée Carnot il est désigné le 1er janvier 1943 comme préfet clandestin de la Sarthe lors de la Libération.
Les nazis l'arrêtent au début de 1944 comme agent de l'armée secrète et le déportent en Allemagne au camp de Neuengamme (commando de Misburg) où il meurt le 10 décembre 1944.

## Postérité
Un boulevard et une école du Mans portent son nom.